# Atle Lie McGrath
Atle Lie McGrath (Burlington, 21 aprile 2000) è uno sciatore alpino norvegese, vincitore della Coppa Europa nel 2020.

## Biografia
Figlio dello statunitense Felix, a sua volta sciatore alpino di alto livello, e attivo in gare FIS dal dicembre del 2014, in Coppa Europa McGrath ha esordito il 29 novembre 2018 a Levi in slalom speciale, senza completare la prova, e ha conquistato il primo podio il 18 dicembre successivo ad Andalo/Paganella nella medesima specialità (2º). Ha debuttato in Coppa del Mondo il 12 gennaio 2019 ad Adelboden in slalom gigante, senza completare la prova, e ha ottenuto i primi punti nel circuito mondiale il 23 dicembre 2019, chiudendo al 24º posto lo slalom parallelo dell'Alta Badia.
Ha ottenuto la prima vittoria in Coppa Europa il 14 febbraio 2020 a Sella Nevea in combinata; in quella stessa stagione 2019-2020 nel circuito continentale si è aggiudicato sia la classifica generale, sia quella di slalom gigante. Il 20 dicembre 2020 ha ottenuto il primo podio in Coppa del Mondo, nello slalom gigante della Gran Risa in Alta Badia (2º), poco tempo dopo si è infortunato in gara ad Adelboden ed è rientrato nella successiva stagione; ai XXIV Giochi olimpici invernali di Pechino 2022, sua prima presenza olimpica, si è classificato 31º nello slalom speciale e non ha completato lo slalom gigante e il 9 marzo dello stesso anno ha conquistato a Flachau in slalom speciale la prima vittoria in Coppa del Mondo. Ai Mondiali di Courchevel/Méribel 2023, sua prima presenza iridata, si è piazzato 5º nella combinata e non ha completato il supergigante e a quelli di Saalbach-Hinterglemm 2025 ha vinto la medaglia d'argento nello slalom speciale ed è stato 10º nello slalom gigante e 7º nella gara a squadre.

## Palmarès

### Mondiali
- 1 medaglia:
  - 1 argento (slalom speciale a Saalbach-Hinterglemm 2025)

### Mondiali juniores
- 1 medaglia:
  - 1 argento (combinata a Val di Fassa 2019)

### Coppa del Mondo
- Miglior piazzamento in classifica generale: 7º nel 2025
- 15 podi (3 in slalom gigante, 11 in slalom speciale, 1 in slalom parallelo):
  - 3 vittorie
  - 7 secondi posti
  - 5 terzi posti

#### Coppa del Mondo - vittorie
| Data            | Località | Paese    | Specialità |
| --------------- | -------- | -------- | ---------- |
| 9 marzo 2022    | Flachau  | Austria  | SL         |
| 20 marzo 2022   | Méribel  | Francia  | SL         |
| 19 gennaio 2025 | Wengen   | Svizzera | SL         |

Legenda:

SL = slalom speciale

### Coppa Europa
- Vincitore della Coppa Europa nel 2020
- Vincitore della classifica di slalom gigante nel 2020
- 12 podi:
  - 2 vittorie
  - 8 secondi posti
  - 2 terzi posti

#### Coppa Europa - vittorie
| Data             | Località    | Paese      | Specialità |
| ---------------- | ----------- | ---------- | ---------- |
| 14 febbraio 2020 | Sella Nevea | Italia     | KB         |
| 20 febbraio 2020 | Jasná       | Slovacchia | GS         |

Legenda:

GS = slalom gigante

KB = combinata

### Campionati norvegesi
- 1 medaglia:
  - 1 argento (supergigante nel 2022)